# Rasmus Højlund
Rasmus Højlund, né le 4 février 2003 à Copenhague au Danemark, est un footballeur international danois qui joue au poste d'avant-centre à Manchester United.

## Biographie

### FC Copenhague
Né à Copenhague au Danemark, Rasmus Højlund est formé par le FC Copenhague, club avec lequel il entame sa carrière professionnelle. Il joue son premier match en professionnel le 25 octobre 2020, lors d'une rencontre de championnat contre l'AGF Aarhus. Il entre en jeu à la place de Jonas Wind lors de cette rencontre remportée par son équipe (0-1 score final). Le 18 décembre 2020, il prolonge son contrat jusqu'en décembre 2023 avec le FC Copenhague. En mai 2021, Højlund est définitivement promu en équipe première.

### SK Sturm Graz
Le 28 janvier 2022, lors du mercato hivernal, Rasmus Højlund s'engage avec le SK Sturm Graz pour un contrat courant jusqu'en juin 2026,. Il joue son premier match sous ses nouvelles couleurs le 12 février 2022, à l'occasion d'un match de championnat face au WSG Tirol. Titulaire ce jour-là, il se fait remarquer en inscrivant les deux buts des siens, et les deux équipes se neutralisent (2-2),.
Le 16 juillet 2022, il réalise un doublé face au SC Röthis en coupe d'Autriche, contribuant à la large victoire des siens (0-6 score final). Il confirme son bon début de saison en marquant de nouveau deux buts le 30 juillet 2022, à l'occasion de la deuxième journée de la saison 2022-2023 du championnat, contre le champion en titre, le Red Bull Salzbourg. Ces deux buts permettent à son équipe de s'imposer (2-1 score final),.

### Atalanta Bergame
Le 27 août 2022, Rasmus Højlund rejoint l'Italie pour s'engager en faveur de l'Atalanta Bergame,.
Højlund inscrit son premier but pour l'Atalanta le 5 septembre 2022 contre l'AC Monza, en championnat. Titulaire, il ouvre le score et contribue à la victoire de son équipe par deux buts à zéro ce jour-là,. Dans un premier temps cantonné à un rôle de joker en début de saison, il se fait une place dans l'effectif avec les méformes et blessures de l'habituel titulaire, Duván Zapata, qui lui offre une place de titulaire, et il enchaîne alors plusieurs prestations convaincantes, notamment au mois de janvier 2023 avec quatre buts marqués sur quatre matchs consécutifs.

### Manchester United
Le 5 août 2023, Rasmus Højlund s'engage en faveur de Manchester United pour cinq ans, soit jusqu'en juin 2028, contre un transfert estimé à 74M€,. 
Le 20 septembre 2023, il marque son premier but avec Manchester United lors de la défaite 4-3 contre le Bayern Munich en phase de groupes de l'UEFA Champions League. Il réalise son premier doublé contre Galatasaray lors de la deuxième journée avant de récidiver lors de la quatrième journée où l'international danois a inscrit les deux buts en première mi-temps contre son ancien club et son club formateur le FC Copenhague.
Le 26 décembre 2023, Højlund inscrit son premier but en Premier League, lors d'un match face à Aston Villa. Titularisé, il inscrit le but vainqueur de son équipe, qui l'emporte par trois buts à deux,. Le 18 février 2024, l'attaquant danois réalise un doublé contre Luton Town, en championnat. Deux buts qui permettent à son équipe de s'imposer (1-2 score final),.

### En sélection
Rasmus Højlund représente l'équipe du Danemark des moins de 17 ans à cinq reprises en 2019, pour un but marqué. Il inscrit ce seul but, le 30 septembre, lors d'une large victoire des Danois sur la Lituanie (6-1 score final).
En septembre 2022, Rasmus Højlund est convoqué pour la première fois avec l'équipe nationale du Danemark par le sélectionneur Kasper Hjulmand. Il participe aux deux matchs du rassemblement en tant que remplaçant. Pour sa première sélection, il remplace Thomas Delaney à l'heure de jeu.
Rasmus Højlund ne fait pas partie de la liste des 26 joueurs retenus par le sélectionneur Kasper Hjulmand pour le mondial 2022 au Qatar.
En mars 2023, il est de nouveau convoqué avec l'équipe nationale du Danemark et pour sa première titularisation, le 23 mars 2023, il inscrit un triplé contre la Finlande. Il offre la victoire au Danemark pour le premier match des éliminatoires à l'Euro 2024. Trois jours plus tard, il est à nouveau titulaire et marque un doublé qui permet à son équipe de mener 2-0 face au Kazakhstan mais le Danemark se fait finalement renverser 3 buts à 2.
Le 30 mai 2024, Højlund figure dans la liste des 26 joueurs danois retenus par Kasper Hjulmand pour participer à l'Euro 2024,.

## Vie privée
Rasmus Højlund est le frère aîné d'Oscar Højlund et d'Emil Højlund, tous deux footballeurs professionnels.

## Statistiques

### En club
| Saison                | Club                  | Championnat           | Championnat | Championnat | Championnat | Coupe(s) nationale(s) | Coupe(s) nationale(s) | Coupe(s) nationale(s) | Compétition(s) continentale(s) | Compétition(s) continentale(s) | Compétition(s) continentale(s) | Compétition(s) continentale(s) | Total | Total | Total |
| Saison                | Club                  | Division              | M.          | B.          | P.d.        | M.                    | B.                    | P.d.                  | Comp.                          | M.                             | B.                             | P.d.                           | M.    | B.    | P.d.  |
| 2020-2021             | FC Copenhague         | Superligaen           | 4           | 0           | 0           | 1                     | 0                     | 0                     | C3                             | 0                              | 0                              | 0                              | 5     | 0     | 0     |
| 2021-2022             | FC Copenhague         | Superligaen           | 15          | 0           | 0           | 1                     | 0                     | 0                     | C4                             | 11                             | 5                              | 0                              | 27    | 5     | 0     |
| Sous-total            | Sous-total            | Sous-total            | 19          | 0           | 0           | 2                     | 0                     | 0                     | -                              | 11                             | 5                              | 0                              | 32    | 5     | 0     |
| 2021-2022             | Sturm Graz            | Bundesliga            | 13          | 6           | 1           | 0                     | 0                     | 0                     | -                              | -                              | -                              | -                              | 13    | 6     | 1     |
| 2022-2023             | Sturm Graz            | Bundesliga            | 5           | 3           | 2           | 1                     | 2                     | 1                     | C1                             | 2                              | 1                              | 0                              | 8     | 6     | 3     |
| Sous-total            | Sous-total            | Sous-total            | 18          | 9           | 3           | 1                     | 2                     | 1                     | -                              | 2                              | 1                              | 0                              | 21    | 12    | 4     |
| 2022-2023             | Atalanta Bergame      | Serie A               | 32          | 9           | 4           | 2                     | 1                     | 0                     | -                              | -                              | -                              | -                              | 34    | 10    | 4     |
| 2023-2024             | Manchester United     | Premier League        | 30          | 10          | 2           | 7                     | 1                     | 0                     | C1                             | 6                              | 5                              | 0                              | 43    | 16    | 2     |
| 2024-2025             | Manchester United     | Premier League        | 32          | 4           | 0           | 5                     | 0                     | 0                     | C3                             | 15                             | 6                              | 2                              | 52    | 10    | 2     |
| Sous-total            | Sous-total            | Sous-total            | 62          | 14          | 2           | 12                    | 1                     | 0                     | -                              | 21                             | 11                             | 2                              | 95    | 26    | 4     |
| Total sur la carrière | Total sur la carrière | Total sur la carrière | 131         | 32          | 9           | 17                    | 2                     | 1                     | -                              | 34                             | 17                             | 2                              | 182   | 51    | 12    |

### En selection nationale
| Années                | Sélection             | Phases finales              | Phases finales | Phases finales | Phases finales | Éliminatoires | Éliminatoires | Éliminatoires | Éliminatoires | Amicaux | Amicaux | Amicaux | Autres compétitions | Autres compétitions | Autres compétitions | Autres compétitions | Total | Total | Total |
| Années                | Sélection             | Comp.                       | M.             | B.             | P.d.           | Comp.         | M.            | B.            | P.d.          | M.      | B.      | P.d.    | Comp.               | M.                  | B.                  | P.d.                | M.    | B.    | P.d.  |
| --------------------- | --------------------- | --------------------------- | -------------- | -------------- | -------------- | ------------- | ------------- | ------------- | ------------- | ------- | ------- | ------- | ------------------- | ------------------- | ------------------- | ------------------- | ----- | ----- | ----- |
| 2022                  | Danemark              | Coupe du monde 2022         | -              | -              | -              | -             | -             | -             | -             | -       | -       | -       | LdN                 | 2                   | 0                   | 0                   | 2     | 0     | 0     |
| 2023                  | Danemark              | -                           | -              | -              | -              | Euro 2024     | 8             | 7             | 1             | -       | -       | -       | -                   | -                   | -                   | -                   | 8     | 7     | 1     |
| 2024                  | Danemark              | Euro 2024                   | 4              | 0              | 0              | -             | -             | -             | -             | 4       | 0       | 0       | LdN                 | 4                   | 0                   | 0                   | 12    | 0     | 0     |
| 2025                  | Danemark              | Ligue des nations 2024-2025 | 2              | 1              | 0              | -             | -             | -             | -             | 2       | 0       | 0       | -                   | -                   | -                   | -                   | 4     | 1     | 0     |
| Total sur la carrière | Total sur la carrière | Total sur la carrière       | 6              | 1              | 0              | -             | 8             | 7             | 1             | 6       | 0       | 0       | -                   | 6                   | 0                   | 0                   | 26    | 8     | 1     |

#### Matchs internationaux
Le tableau suivant liste les rencontres de l'équipe du Danemark dans lesquelles Rasmus Højlund a été sélectionné depuis le 22 septembre 2022 jusqu'à présent :

#### Buts internationaux
| Buts internationaux d'Harry Maguire | Buts internationaux d'Harry Maguire | Buts internationaux d'Harry Maguire | Buts internationaux d'Harry Maguire | Buts internationaux d'Harry Maguire | Buts internationaux d'Harry Maguire | Buts internationaux d'Harry Maguire | Buts internationaux d'Harry Maguire | Buts internationaux d'Harry Maguire |
| 0                                   | Date                                | Lieu                                | Compétition                         | Résultat                            | Adversaire                          | Détail                              | Détail                              | Sél.                                |
| ----------------------------------- | ----------------------------------- | ----------------------------------- | ----------------------------------- | ----------------------------------- | ----------------------------------- | ----------------------------------- | ----------------------------------- | ----------------------------------- |
| 1er                                 | 23 mars 2023                        | Parken Stadium, Copenhague          | Éliminatoires Euro 2024             | 3 - 1                               | Finlande                            | 21e                                 | 1 - 0                               | 3e                                  |
| 2e                                  | 23 mars 2023                        | Parken Stadium, Copenhague          | Éliminatoires Euro 2024             | 3 - 1                               | Finlande                            | 82e                                 | 2 - 1                               | 3e                                  |
| 3e                                  | 23 mars 2023                        | Parken Stadium, Copenhague          | Éliminatoires Euro 2024             | 3 - 1                               | Finlande                            | 90+3e                               | 3 - 1                               | 3e                                  |
| 4e                                  | 26 mars 2023                        | Astana Arena, Astana                | Éliminatoires Euro 2024             | 3 - 2                               | Kazakhstan                          | 21e                                 | 0 - 1                               | 4e                                  |
| 5e                                  | 26 mars 2023                        | Astana Arena, Astana                | Éliminatoires Euro 2024             | 3 - 2                               | Kazakhstan                          | 35e                                 | 0 - 2                               | 4e                                  |
| 6e                                  | 19 juin 2023                        | Stadion Stožice, Ljubljana          | Éliminatoires Euro 2024             | 1 - 1                               | Slovénie                            | 42e                                 | 1 - 1                               | 6e                                  |
| 7e                                  | 17 octobre 2023                     | Stade de Saint-Marin, Serravalle    | Éliminatoires Euro 2024             | 1 - 2                               | Saint-Marin                         | 42e                                 | 0 - 1                               | 10e                                 |
| 8e                                  | 20 mars 2025                        | Parken Stadium, Copenhague          | Ligue des nations 2024-2025         | 1 - 0                               | Portugal                            | 78e                                 | 1 - 0                               | 23e                                 |

## Palmarès

### En club
| FC Copenhague (1)                                  | SK Sturm Graz (1)                                                                                           | Manchester United (1)                                                                   |
| -------------------------------------------------- | --- | --------------------------------------------------------------------------------------- |
| - Championnat du Danemark (1) : - Champion en 2022 | - Championnat d'Autriche (0) : - Vice-champion en 2022 et 2023 - Coupe d'Autriche (1) : - Vainqueur en 2023 | - Coupe d'Angleterre (1) : - Vainqueur en 2024 - Ligue Europa (0) : - Finaliste en 2025 |

### Distinction individuelle
Meilleur joueur du mois de Premier League en février 2024